# Zard
Zard, nota anche come Izumi Sakai (坂井泉水?, Sakai Izumi), pseudonimo di Sachiko Kamachi (蒲池幸子?, Kamachi Sachiko) (6 febbraio 1967 – 27 maggio 2007), è stata una cantante giapponese di j-pop, tra le più famose nel suo paese.
Inizialmente si trattava di un gruppo formato da 5 membri; tuttavia, Sakai è l'unico membro rimasto costantemente nel gruppo e, per questo motivo, il nome Zard viene utilizzato anche per riferirsi a Sakai stessa.

## Biografia
Prima di debuttare come cantante, Izumi Sakai è stata una karaoke queen, una promotional model e una race queen.
Al debutto il gruppo era formato da: Izumi Sakai (cantante, paroliere), Fumihito Machida (chitarrista), Hiroyasu Hoshi (bassista), Kōsuke Michikura (batterista) e Kimitaka Ikezawa (tastierista). Debuttarono nel 1991 con il singolo Good-bye My Loneliness. Il singolo rimase per molte settimane in Top 10 e il successo continuò con il primo album intitolato come il singolo.
Gli Zard fecero uscire altri 2 singoli e un album nel 1991, ma il successo arrivò nell'agosto del 1992 con il quarto singolo Nemurenai yoru o daite. Il singolo debuttò al primo posto e l'album uscito un mese dopo, Hold Me, arrivò a vendere più di un milione e mezzo di copie.
Con tutta questa popolarità il gruppo fu invitato in tutti i canali TV locali e partecipò a molti programmi musicali, ma improvvisamente la band decise di non mostrarsi più in TV; questa decisione non cambiò nemmeno quando Zard divenne un'artista solista.
A fine anno 1992 pubblicarono il quinto singolo In My Arms Tonight, ma non ebbe lo stesso successo del singolo precedente.

### 1993 - L'anno di Zard
Il 1993 fu l'anno in cui Zard ebbe il successo più assoluto. Il primo singolo dell'anno, Makenaide, arrivò a vendere 1,645,010 copie e fu il singolo con le vendite più alte di tutta la sua carriera. Da qui in poi iniziò a produrre hit su hit per tutto il periodo degli anni '90. Il secondo singolo a vendere più di un milione di copie fu l'ottavo pubblicato, Yureru omoi. Con l'uscita del quarto album, intitolato come l'ottavo singolo, Zard ebbe il suo primo album a vendere più di 2 milioni di copie. Nel 1993 ZARD collaborò con altri artisti J-Pop (Zyyg, Rev, Wands) per creare un singolo speciale intitolato Hateshinai yume o, cui partecipò anche il famoso giocatore di baseball Shigeo Nagashima.
Izumi Sakai partecipò anche all'album tributo Royal Straight Soul III Volume 2, dove cantò la cover di This Masquerade di Leon Russell.
Sakai fu anche una prolifica scrittrice di lyrics e poetessa: ha scritto svariati libri di poesie e molte canzoni per altri artisti quali Field of View (la famosa Dan Dan Kokoro Hikareteku, sigla di apertura di Dragon Ball GT, è solo una delle tante canzoni scritte per loro), Wands e Deen.
Le sue canzoni furono utilizzate per serie come Dragon Ball GT, Slam Dunk e Detective Conan, l'anime preferito di Sakai, che conta in totale ben 9 sigle composte da Zard (Unmei no Roulette mawashite, Hoshi no kagayaki yo, Glorious Mind, Ai wa kurayami no naka de, Ashita o yumemite, Kanashii hodo anata ga suki, Shōjo no koro ni modotta mitai ni, Natsu o matsu Sail no you ni e Tsubasa o hirogete). Ha duettato con Tak Matsumoto dei B'z per il suo album di collaborazioni con le migliori cantanti Giza.
Il suo primo vero concerto risale al 1999 e il primo tour, che durò quattro mesi, al 2004.
Nel 2006 Zard pubblicò due singoli e il Best per il suo 15º anniversario, seguito da un DVD con tutti i video della sua carriera.

### 2007 - La morte
Nell'aprile 2007 venne reso noto che era malata di cancro e venne ricoverata all'ospedale privato Keiou.
Il 26 maggio 2007 alle 5:40 fu rinvenuta a terra nel cortile dell'ospedale essendo caduta dalla altezza di tre metri dalla più bassa rampa di emergenza. Viene soccorsa e portata in reparto rianimazione, ma ogni tentativo risulta vano. Il 27 maggio 2007 alle 15:10 Izumi Sakai morì all'età di 40 anni per contusione cerebrale.
Le cause della caduta risultano tuttora controverse, non è infatti chiaro se si fosse trattato di un suicidio o di un incidente. La versione riportata dalle autorità è quella di un incidente: Sakai sarebbe scivolata sul suolo sdrucciolevole della rampa bagnata dalle piogge della sera prima. Ad avvalorare tale tesi c'è il fatto che se Sakai avesse pianificato un suicidio si sarebbe gettata da un'altezza ben più elevata. D'altra parte, la rampa in questione non aveva gradini, essendo predisposta per disabili, ed aveva una pendenza lievissima. Inoltre la barriera di protezione era alta 1,2 metri, risulta quindi difficile pensare che Sakai, essendo alta 1,65 metri, possa essere stata sbalzata oltre la barriera senza spingersi.
Il funerale si tenne il 30 maggio 2007, e parteciparono solo i parenti. In totale erano presenti 20 persone. La giornata in sua memoria dedicata ai fan si svolse il 27 giugno 2007 a Minato. Per l'occasione in una piazza fu allestito un maxischermo in cui vennero proiettati i suoi maggiori successi e la piazza fu riempita di 200.000 fiori bianchi e blu di Hydrangea e Delphinium.
Lo stesso anno aveva intenzione di organizzare un altro tour e un nuovo album studio (l'ultimo risale al 2005).
Dopo la sua morte è stato pubblicato un singolo postumo, Glorious Mind: siccome era stato registrato solo il ritornello, la canzone è stata pubblicata unendovi un'altra registrazione anch'essa inedita (infatti il ritornello è in giapponese, il resto della canzone in inglese), ed è stata usata come sigla iniziale per quattro speciali di un'ora di Detective Conan (episodi dal 487 al 490 della numerazione originale). Una versione riarrangiata di Ai wa kurayami no naka de (愛は暗闇の中で?), canzone dell'album Good-bye My Loneliness del 1991, è stata utilizzata come sigla della saga dello Scontro tra rosso e nero, diventando una delle poche canzoni utilizzate come sigla di un anime dopo la pubblicazione in CD (in questo caso, 17 anni dopo). È stata ripubblicata nel singolo Tsubasa o hirogete/Ai wa kurayami no naka de (Tsubasa o hirogete è la sigla del dodicesimo film).

## Record
- Secondo la classifica Oricon del 2008, Makenaide (uscita nel 1993) è la canzone più ascoltata dagli studenti e dai lavoratori stressati.
- È l'artista giapponese con più album debuttanti al primo posto.
- È l'artista giapponese con più album con almeno 1 milione di copie vendute.
- È la seconda artista donna giapponese con più vendite totali tra album e singoli.
- È la prima artista giapponese ad aprire il fan club all'Occidente.

## Discografia

### Album
- 1991 - Good-bye My Loneliness
- 1991 - Mō Sagasanai (もう探さない)
- 1992 - Hold Me
- 1993 - Yureru Omoi (揺れる想い)
- 1994 - Oh My Love
- 1995 - Forever You (フォーエヴァー・ユー)
- 1996 - Today Is Another Day
- 1999 - Eien (永遠)
- 2001 - Toki no Tsubasa (時間(とき)の翼)
- 2004 - Tomatteita Tokei ga Ima Ugokidashita (止まっていた時計が今動き出した)
- 2005 - Kimi to no Distance (君との)